# Let Me Go (3 Doors Down)
Let Me Go is een nummer van de Amerikaanse rockband 3 Doors Down uit 2005. Het is de eerste single van hun derde studioalbum Seventeen Days.
Het nummer haalde de 14e positie in de Amerikaanse Billboard Hot 100. In de Nederlandse Top 40 was het nummer goed voor een 18e positie.